# 아루 제도

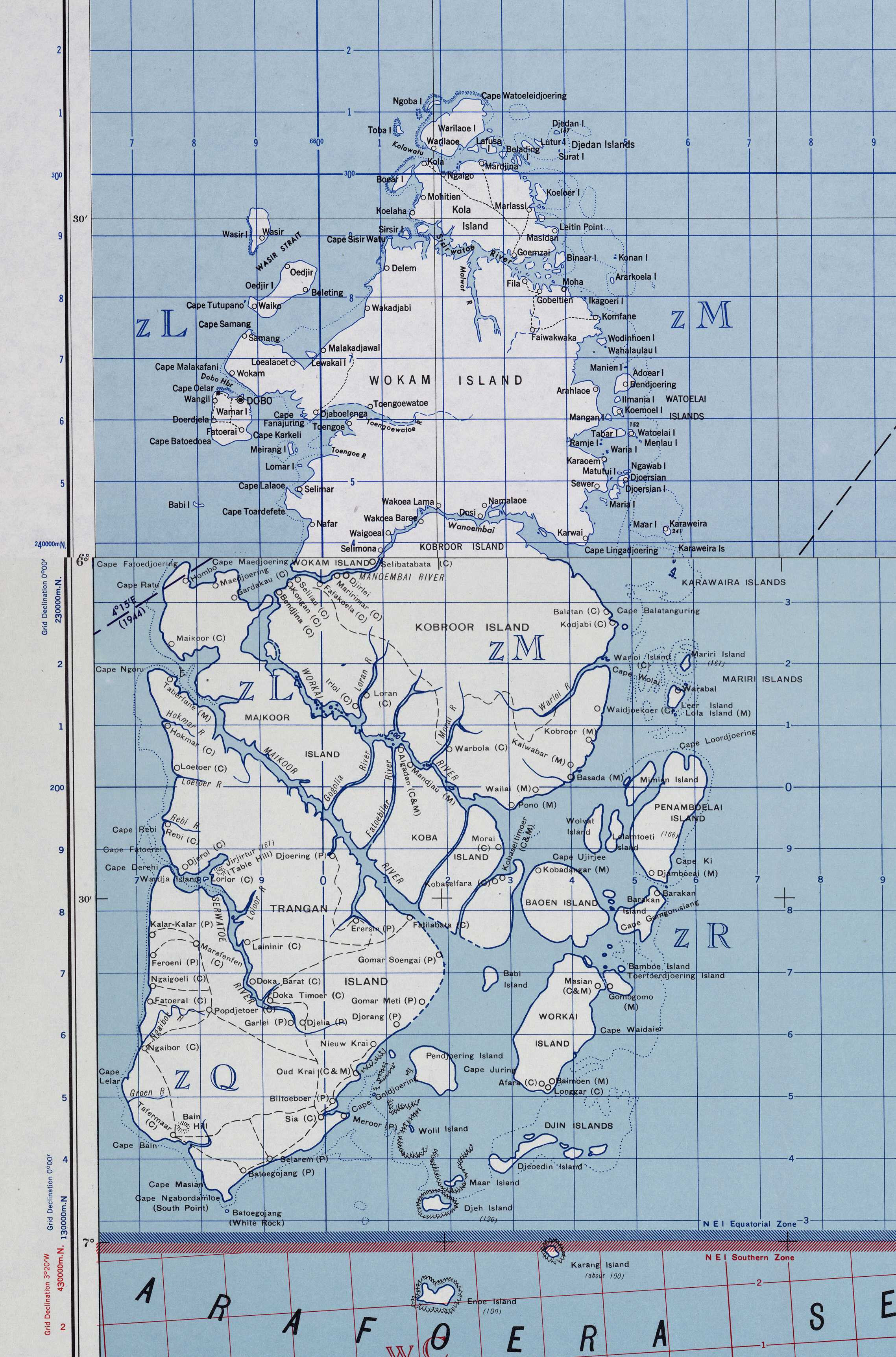

아루제도(Aru Islands Regency, 인도네시아어: Kabupaten Kepulauan Aru)는 약 95개의 섬들로 이루어진 제도로, 인도네시아 동부 말루쿠주에 위치해 있다. 육지 면적은 6,426.77제곱미터에 달한다. 2011년 인구 조사 기준으로 이 지역의 인구 수는 84,138명이다. 2020년 인구 조사 기준으로는 102,237명이다.

## 지리
이 섬은 말루쿠주의 동쪽 끝, 그리고 뉴기니에서 남서쪽이자 오스트레일리아에서 북쪽으로 향해있는 아라푸라해에 위치한다. 총 면적은 6,426.77km2이다. 최대섬은 타나베사르이다. 다른 주된 5개 섬으로는 콜라, 코브로르, 마일쿠르, 코바, 트랑간이 있다.

## 경제
역사적으로 아루제도는 거북껍질, 진주조개 등 천연 귀중품들을 아시아, 나중에는 유럽 지역에 수출했다. 섬들이 전 세계 무역망에 위치해 있지만 아루 지역사회권은 자신들의 독립과 평등주의를 보존할 수 있었다.